# 右更增二
右更增二，即双鱼座101（101 Psc）是双鱼座的一颗恒星，视星等为+6.22，距离地球约1552光年。